# Johnsonia lupulina
Johnsonia lupulina är en grästrädsväxtart som beskrevs av Robert Brown. Johnsonia lupulina ingår i släktet Johnsonia och familjen grästrädsväxter. Inga underarter finns listade i Catalogue of Life.

## Bildgalleri

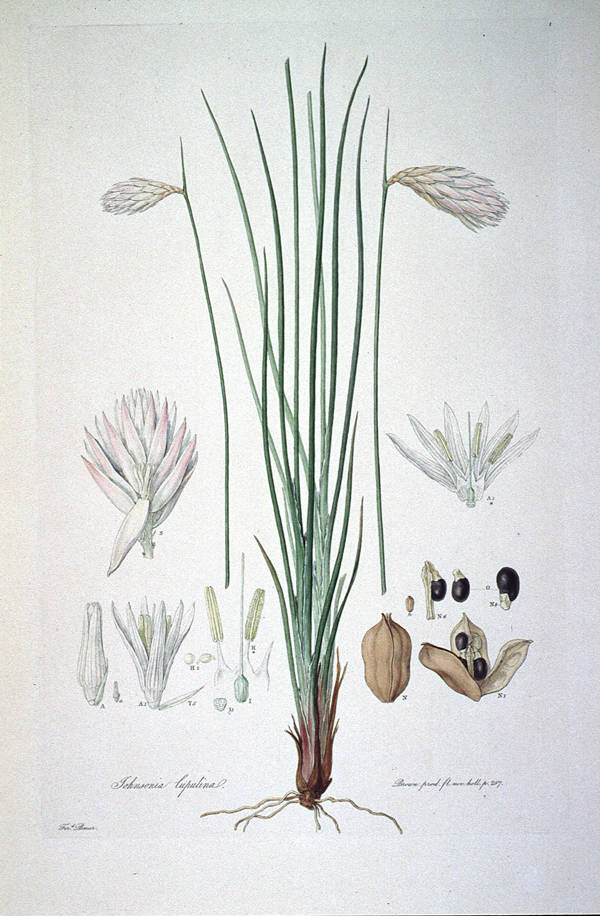